# Ictidomys parvidens
Ictidomys parvidens är en däggdjursart som beskrevs av Edgar Alexander Mearns. Den ingår i släktet Ictidomys och familjen ekorrar. Inga underarter är listade i Catalogue of Life.

## Taxonomi
Arten har tidigare förts till släktet sislar (Spermophilus), men efter DNA-studier som visat att arterna i detta släkte var parafyletiska med avseende på präriehundar, släktet Ammospermophilus och murmeldjur, har det delats upp i flera släkten, bland annat Ictidomys.

## Beskrivning
Arten är, precis som andra sislar, långsträckt med korta ben och rundade öron. Ryggen är sepiabrun med 9 rader vitaktiga, fyrkantiga fläckar vilka i sin tur har mörkare fläckar. Sidorna är bruna, och buken gråaktig till vitaktig. Svansen är brun mot basen, men spetsen har flera band i svart och vitt. Huvudet är mörktbrunt med en tydlig, ljus ring kring vardera ögat. Kroppslängden är 29 till 30 cm inklusive svansen på 10 till 11 cm, och vikten varierar mellan 215 och 280 g. Arten är mycket lik Ictidomys mexicanus (som den tidigare ansågs vara en underart av), men den senare arten är större.

## Ekologi
Habitaten utgörs av gräsmarker och öppna buskmarker med ett djupt jordlager. Arten är inte speciellt social; den kan leva i lösa kolonier, men medlemmarna gräver var och en ut sitt eget bo. Detta består av en eller flera ingångar, ofta mynnande i en grästuva eller under en buske, och ett långt gångsystem med flera kammare. Honorna konstruerar en särskild, sfärisk yngelkammare klädd med gräs, löv och kvistar. Arten sover vintersömn i omkring 7 månader.

### Föda och predation
Ictidomys parvidens är främst växtätare och lever på frön, bär, mindre frukter och örter, men även insekter och deras larver.
Själv utgör arten föda åt vesslor, präriehundar, nordamerikansk grävling, hökar, örnar, hundar, katter och skallerormar.

### Fortplantning
I Mexiko leker arten en gång om året, på sommaren; i Texas sker leken två gånger per år, i april och juni. Honan föder en kull om i genomsnitt 5 ungar efter en dräktighet på mellan 28 och 30 dagar. I Texas hybridiserar arten med Ictidomys tridecemlineatus.

## Utbredning
Utbredningsområdet omfattar nordöstra Mexiko och södra till sydvästra Texas.